# Hialohifomicosis
Hialohifomicosis es un término utilizado para nombrar al conjunto de infecciones oportunistas por hongos filamentosos septados que no presentan pigmento en sus paredes celulares cuando son aislados de tejidos.